# Latvijas standarts
 (mars 2025).
Latvijas standarts (littéralement Normes lettones en letton), LVS, est l’organisme de normalisation national letton. Fondé [Quand ?], il représente la Lettonie auprès de l’Organisation internationale de normalisation (ISO) et de la Commission électrotechnique internationale (CEI), du Comité européen de normalisation (CEN), et du Comité européen de normalisation en électronique et en électrotechnique (CENELEC).